# British Home Championship 1976/77
Die British Home Championship 1976/77 war die 82. Auflage des im Round-Robin-System ausgetragenen Fußballwettbewerbs zwischen den vier britischen Nationalmannschaften von England, Nordirland (bis 1949/50 Irland), Schottland und Wales.
| Pl. | Nationalmannschaft | Sp. | S | U | N | Tore    | Punkte |
| --- | ------------------ | --- | - | - | - | ------- | ------ |
| 1.  | Schottland         | 3   | 2 | 1 | 0 | 005:100 | 05:10  |
| 2.  | Wales              | 3   | 1 | 2 | 0 | 002:100 | 04:20  |
| 3.  | England            | 3   | 1 | 0 | 2 | 003:400 | 02:40  |
| 4.  | Nordirland         | 3   | 0 | 1 | 2 | 002:600 | 01:50  |

|                                             |   |            |           |
| 28. Mai 1977 in Belfast (Windsor Park)      |   |            |           |
| Nordirland                                  | – | England    | 1:2 (1:1) |
| 28. Mai 1977 in Wrexham (Racecourse Ground) |   |            |           |
| Wales                                       | – | Schottland | 0:0       |
| 31. Mai 1977 in London (Wembley Stadium)    |   |            |           |
| England                                     | – | Wales      | 0:1 (0:1) |
| 1. Juni 1977 in Glasgow (Hampden Park)      |   |            |           |
| Schottland                                  | – | Nordirland | 3:0 (1:0) |
| 3. Juni 1977 in Belfast (Windsor Park)      |   |            |           |
| Nordirland                                  | – | Wales      | 1:1 (0:1) |
| 4. Juni 1977 in London (Wembley Stadium)    |   |            |           |
| England                                     | – | Schottland | 1:2 (0:1) |